# Gustav Roger
Gustav Roger, född Gustav Roger Petersson den 18 januari 1917 i Matteus församling i Stockholm, död 3 maj 1992 i Saltsjö-Boo, var en svensk inspicient, inspelningsledare, ateljéchef och, när det behövdes, skådespelare.  
Roger började arbeta som typograf i Kristinehamn. Han kom senare till Stockholm där han studerade vid en teaterskola. Han anställdes vid Karl Gerhards kostymateljé. År 1949 började han som inspicient hos Sandrews, men övergick året därpå till Filmstaden i Råsunda, där han med tiden blev ateljéchef. Han tilldelades Ingmar Bergman-plaketten 1982 för sina insatser inom svensk film.
Gustav Roger är begravd på Boo kyrkogård.

## Produktionsledare
- 1959 – Face of Fire

## Filmografi i urval
- 1988 – Jungfruresan
- 1979 – Repmånad eller Hur man gör pojkar av män
- 1956 – Sången om den eldröda blomman
- 1956 – Sjunde himlen
- 1955 – Våld
- 1955 – Stampen
- 1953 – Dansa min docka
- 1951 – Frånskild
- 1949 – Lattjo med Boccaccio
- 1942 – Jacobs stege